# III Circoscrizione (Trieste)
Roiano-Gretta-Barcola-Cologna-Scorcola (ufficialmente III Circoscrizione) è una delle sette circoscrizioni del comune di Trieste. Posta a nord dal centro cittadino, comprende i borghi storici di Roiano, Barcola, Gretta, Cologna e Scorcola, oltre alle frazioni e località di Grignano, Miramare, Conconello, Contovello, Piscianci e Lainari,
La circoscrizione si divide prevalentemente in due ulteriori divisioni: la zona nord-ovest comprendente Barcola, Roiano e Gretta, che si affaccia sul mare (golfo di Trieste) e la zona sud-est, che comprende il quartiere collinare di Scorcola, e la pianeggiante Cologna.

## Barcola
Quartiere a circa 4 chilometri dal centro cittadino, è famoso soprattutto per la regata annuale Barcolana, la più affollata dell'adriatico.
Il lungomare e la pineta di Barcola sono classici luoghi di passeggio per i triestini. D'estate, questa zona si affolla ancora di più, nelle piattaforme balneari dei topolini. Nel novembre 2023, tutta la costa ha subito gravi danni a causa di una forte mareggiata; è al vaglio della Regione Autonoma Friuli - Venezia Giulia e del Comune di Trieste un importante progetto di riqualificazione urbana della zona.

## Roiano
Posizionato sulla valle di Roiano, sul ciglione carsico, conta circa 4 200 abitanti. Noto per la squadra calcistica U.S. Roianese e il ricreatorio "Guido Brunner", il rione di Roiano è uno dei pochi rioni che ancora oggi mantengono le caratteristiche tipiche dei quartieri triestini del '900.
A Roiano sorge anche la chiesa decanale dei SS. Ermacora e Fortunato.

## Gretta
Rione limitrofo a Roiano e Barcola, è famoso soprattutto per ospitare il faro della Vittoria, posto sul poggio di Gretta a 60 metri sul livello del mare alto 68 metri.
Dal 2023 il rione di Gretta sta vivendo un processo di rigenerazione urbana grazie anche e soprattutto ad importanti investimenti da parte dell'A.T.E.R - Agenzia Territoriale per l'Edilizia Residenziale.

## Cologna
È delimitato dai rioni di Barriera Nuova, San Giovanni - Guardiella, Scorcola, Roiano e dal quartiere di Banne.
Cuore del rione è l'omonima via di Cologna dove si trovava la sede della storica circoscrizione autonoma.
Si sviluppa in salita, condividendo il campus principale dell'Università degli Studi di Trieste con l'area dello Scoglietto (rione di Guardiella). Sommità del rione sono il monte Fiascone o Valerio (215 m s.l.m.) e il colle di Scorcola (218 m), al confine col rione omonimo e Roiano.
Nota almeno dal 1350 -era infatti il nome di una saltaria-, era un'area prevalentemente agricola, che ha conosciuto un forte sviluppo con l'insediamento di varie attività artigianali e industriali solo dopo il 1832 e il passaggio della strada per Vienna attraverso il rione. 
Dopo la seconda guerra mondiale tutta l'area a valle del rione è stata oggetto di fortissime edificazioni residenziali che hanno sostituito le attività produttive, tra gli ultimi stabilimenti chiusi si ricorda la fabbrica di saponi Adria, negli anni sessanta.

## Scorcola
Colle e rione storico della città. 
Confina con Roiano lungo la via Commerciale, con i rioni del centro della città alla base del colle, con Cologna lungo vicolo del Castagneto, villa Giulia e il centro sportivo di Campo Cologna, nelle vicinanze della sommità dell'altura.
Il rione di Barriera Nuova era in origine parte di Scorcola, prende infatti il nome dalla dogana costruita alla base di via Commerciale, lo storico teatro di via del Coroneo, oggi non più esistente, ancora nel 1905 era detto di Scorcola.
L'area faceva parte della Tergeste romana, come dimostrato dalle lapidi funerarie e dalle iscrizioni della Legio XIIII Gemina conservate nel museo di storia ed arte e trovate in zona. Annotato come Scolcola già nel 1173, si vuole far riferire il nome alla presenza di vedette militari. Principalmente agricolo nel 1288 divenne base delle forze della repubblica di Venezia che assediavano Trieste, l'area occupata dal forte della Serenissima è ora nota come Romagna. I veneti infatti venivano ancora richiamati ai possedimenti italiani dei bizantini, sebbene non ne facessero parte già da secoli. Quest'area fu la prima ad urbanizzarsi specie con la costruzione di ville e tenute agricole, per poi conoscere una forte crescita con la costruzione di via Commerciale per volontà di Karl von Zinzendorf nel 1777. L'eccessiva pendenza della nuova strada spinse le autorità alla costruzione di una nuova via (Strada nuova per Opicina) lungo il rione di Cologna già nel 1832, preservando il rione da grandi costruzioni fino all'apertura della Tranvia di Opicina nel 1902. L'area si è così trasformata da agricola a residenziale di pregio, con una graduale perdita delle aree verdi.

## Consiglio circoscrizionale
Il consiglio circoscrizionale è composto da 20 membri e viene rinnovato ogni 5 anni, parallelamente alle elezioni comunali.
Dal 18 novembre 2021 presiede il Consiglio della III Circoscrizione Amministrativa del Comune di Trieste Gianluca Parisi che, al pari del candidato dell'opposizione Daniele Vatta (PD), al primo scrutinio ha ottenuto lo stesso numero di voti, mentre al secondo scrutinio  è stato eletto avendo ricevuto lo stesso numero di voti, ma la cifra individuale più alta, ovvero 184 voti.
| Consiglio circoscrizionale |
| --- |
| Adesso Trieste 3 Partito Democratico 4 Lista civica di centro-sinistra 2 Movimento 5 Stelle 1 Lista civica di centro-destra 2 Forza Italia 2 Lega per Salvini Premier 2 Fratelli d'Italia 4 |